# Anigraea
Anigraea é um gênero de traça pertencente à família Arctiidae.